# العلاقات البالاوية النيوزيلندية
العلاقات البالاوية النيوزيلندية هي العلاقات الثنائية التي تجمع بين بالاو ونيوزيلندا.

## مقارنة بين البلدين
هذه مقارنة عامة ومرجعية للدولتين:
| وجه المقارنة                                              | بالاو                         | نيوزيلندا                                              |
| --------------------------------------------------------- | ----------------------------- | ------------------------------------------------------ |
| المساحة (كم2)                                             | 465                           | 268.02 ألف                                             |
| عدد السكان (نسمة)                                         | 21.73 ألف                     | 4.24 مليون                                             |
| الكثافة السكانية (ن./كم²)                                 | 4.67 ألف                      | 15.82                                                  |
| العاصمة                                                   | نغيرولمود، كورور              | ويلينغتون، أوكلاند                                     |
| اللغة الرسمية                                             | لغة إنجليزية، اللغة البالاوية | لغة إنجليزية، اللغة الماورية، لغة الإشارة النيوزيلندية |
| العملة                                                    | دولار أمريكي                  | دولار نيوزيلندي، الجنيه النيوزيلندي                    |
| الناتج المحلي الإجمالي (بليون دولار)                      | 291.54 مليون                  | 205.85 مليار                                           |
| الناتج المحلي الإجمالي (تعادل القوة الشرائية) بليون دولار | 326.12 مليون                  |                                                        |
| الناتج المحلي الإجمالي الاسمي للفرد دولار أمريكي          | 13.50 ألف                     |                                                        |
| الناتج المحلي الإجمالي للفرد دولار أمريكي                 | 14.76 ألف                     |                                                        |
| مؤشر التنمية البشرية                                      | 0.780                         | 0.914                                                  |
| رمز المكالمات الدولي                                      | +680                          | +64                                                    |
| رمز الإنترنت                                              | .pw                           | .nz                                                    |
| المنطقة الزمنية                                           | ت ع م+09:00                   | ت ع م+13:00، ت ع م+12:00                               |

## منظمات دولية مشتركة
يشترك البلدان في عضوية مجموعة من المنظمات الدولية، منها:
| علم المنظمة | اسم المنظمة                        | تاريخ انضمام بالاو | تاريخ انضمام نيوزيلندا |
| ----------- | ---------------------------------- | ------------------ | ---------------------- |
|             | مؤسسة التنمية الدولية              | 16 ديسمبر 1997     | 1 أكتوبر 1974          |
|             | الأمم المتحدة                      | 15 ديسمبر 1994     | 24 أكتوبر 1945         |
|             | البنك الدولي للإنشاء والتعمير      | 16 ديسمبر 1997     | 31 أغسطس 1961          |
|             | بنك التنمية الآسيوي                | 2003               | 1966                   |
|             | منظمة حظر الأسلحة الكيميائية       | ?                  | ?                      |
|             | مؤسسة التمويل الدولية              | 16 ديسمبر 1997     | 31 أغسطس 1961          |
|             | وكالة ضمان الاستثمار متعدد الأطراف | 16 ديسمبر 1997     | 22 أبريل 2008          |
|             | يونسكو                             | 20 سبتمبر 1999     | 4 نوفمبر 1946          |

## وصلات خارجية
- موقع وزارة الخارجية النيوزيلندية